# Спецслужби ЗУНР
Спецслужби ЗУНР — спецслужби Західноукраїнської Народної Республіки. Вищим органом управління військовою розвідкою виступав розвідувальний відділ Начальної команди Української Галицької армії, який охоплював відділи: офензивної розвідки (розвідка противника); дефензивної розвідки (військова контррозвідка); детективів та розвідників (оперативно-розшукові заходи); реєстрації ворожих сил (робота проти збройних сил Польщі); «пропагандивний» (згодом виведений зі складу розвідки). Мережа розвідувальних органів УГА включала розвідувальні відділи штабів корпусів, розвідувальні підвідділи штабів бригад, окремих розвідників, висланих за лінію фронту зі спеціальними завданнями, підрозділи польової розвідки, агентурну мережу, підпільні осередки на окупованих Польщею територіях, авіаційну розвідку. Певні розвідувальні відомості збиралися вербувальними бюро при дипломатичних місіях Західноукраїнської Народної Республіки у Відні, Празі (Чехословаччина) та Будапешті (Угорщина).
Внутрішню безпеку та порядок в УГА забезпечували польова жандармерія та булавні (комендантські) сотні при командуваннях бригад і корпусів. Створена у грудні 1918 польова жандармерія УГА протидіяла розвідувально-диверсійній діяльності противника, дезертирству, охороняла військові об'єкти та конвої, комунікації та лінії зв'язку, підтримувала статутний порядок. Існували відділи польової жандармерії при Начальній команді УГА, штабах корпусів, бригад, окремих груп УГА.
24 червня 1919 польова жандармерія була перейменована на польову сторожу, підпорядковану Команді етапу (тилу) УГА, у складі 6 відділів (із корпусної та бригадної сотень кожен).
У листопаді 1918 сформовано Корпус української державної жандармерії (Державна жандармерія; див. Жандармерія Західноукраїнської Народної Республіки), підпорядкований відділу публічної безпеки державного секретаріату внутрішніх справ ЗУНР. Згідно із законом ЗУНР від 15 лютого 1919 Державна жандармерія мала статус воєнізованої організації із протидії шпигунству, саботажу, замахам на державний лад і громадський спокій. Мала центральний апарат («команду»), відділи й станиці як територіальні органи (згодом — окружні та повітові команди). Із встановленням посади диктатора ЗУНР Державна жандармерія з червня 1919 перейменована на Народну сторожу, підпорядковану команді запілля Начальної команди УГА, згодом — військовій канцелярії диктатора Є.Петрушевича. Після переходу УГА на радянську сторону Народна сторожа розформована.
Рішенням державного секретаріату військових справ ЗУНР від 24 березня 1919 створена «залізнодорожна» жандармерія при «залізнодорожній» військовій управі. На «залізнодорожну» жандармерію покладалися протидія шпигунству, диверсіям на залізниці, саботажу, охорона вантажів, підтримка порядку на транспорті. Мала лінійні підрозділи на важливих станціях.